# Josep Massaguer Sitjà
Josep Massaguer Sitjà   (Badalona, 24 de juny de 1928 - Badalona, 30 de març de 2020) fou un jugador de bàsquet català.
Amb 14 anys va ingressar com a juvenil a l'UE Montgat, debutant en el primer equip tres anys més tard. L'any 1949 va ser destinat a l'Àfrica per complir el servei militar. Allà va jugar en l'equip de Tetuan, on va coincidir amb l'internacional espanyol Luis Trujillano. Al seu retorn del continent africà va fitxar pel Joventut, amb qui va guanyar una Copa del Generalíssim. En la temporada 1955-56 fitxa per l'Orillo Verd de Sabadell, i a la temporada 1959-60 ho fa pel Bàsquet Manresa, on jugaria dos anys i es retiraria de la pràctica activa del bàsquet. Després es dedicaria a ser entrenador, entrenant al Laietà, a les categories inferiors de la Penya, al Sant Adrià i al Bàsquet Manresa. Va ser internacional quatre vegades amb la selecció espanyola.